# Alexis Rodríguez (zapaśnik portorykański)
Alexis Rodríguez – portorykański zapaśnik walczący w stylu klasycznym. Zajął piąte miejsce na mistrzostwach panamerykańskich w 2007. Brązowy medalista igrzysk Ameryki Środkowej i Karaibów w 2006 roku.